# Jaime Quiroga y Pardo Bazán
Jaime José Emilio Elías de Quiroga y Pardo-Bazán (España, 21 de julio de 1876 - Madrid, 11 de agosto de 1936) fue un noble, militar y escritor español. Ostentó el título nobiliario de ii conde de Torre de Cela, si bien también es referido simplemente como «conde de Pardo Bazán».

## Biografía
Nacido el 21 de julio de 1876, era hijo primogénito de la escritora Emilia Antonia Socorro Josefa Amalia Vicenta Eufemia Pardo-Bazán y de la Rúa-Figueroa y de José Antonio de Quiroga y Pérez de Deza. A principios del siglo xx militó en el carlismo como vicepresidente de la Juventud Carlista de Madrid y vocal de la junta directiva del Círculo carlista madrileño. Jaime Quiroga y Pardo Bazán, que llegó a ser oficial del Arma de Caballería, participó en la campaña de Melilla como voluntario en el regimiento de húsares de la Princesa. Contrajo matrimonio en mayo de 1916 con Manuela Esteban-Collantes y Sandoval, hija de Saturnino Esteban Collantes. Su madre le cedió el condado de la Torre de Cela el 21 de julio de 1916; tras morir esta en 1921 Quiroga maniobró para tratar que se le concediera a título póstumo la Grandeza de España.

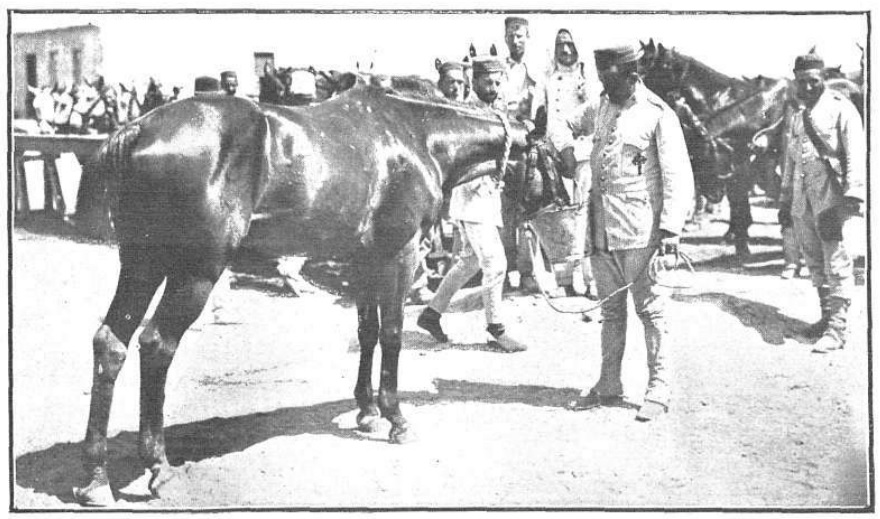
Fotografiado por Goñi en el verano de 1909 en Melilla dando de abrevar a su caballo (Actualidades, 1 de septiembre de 1909).

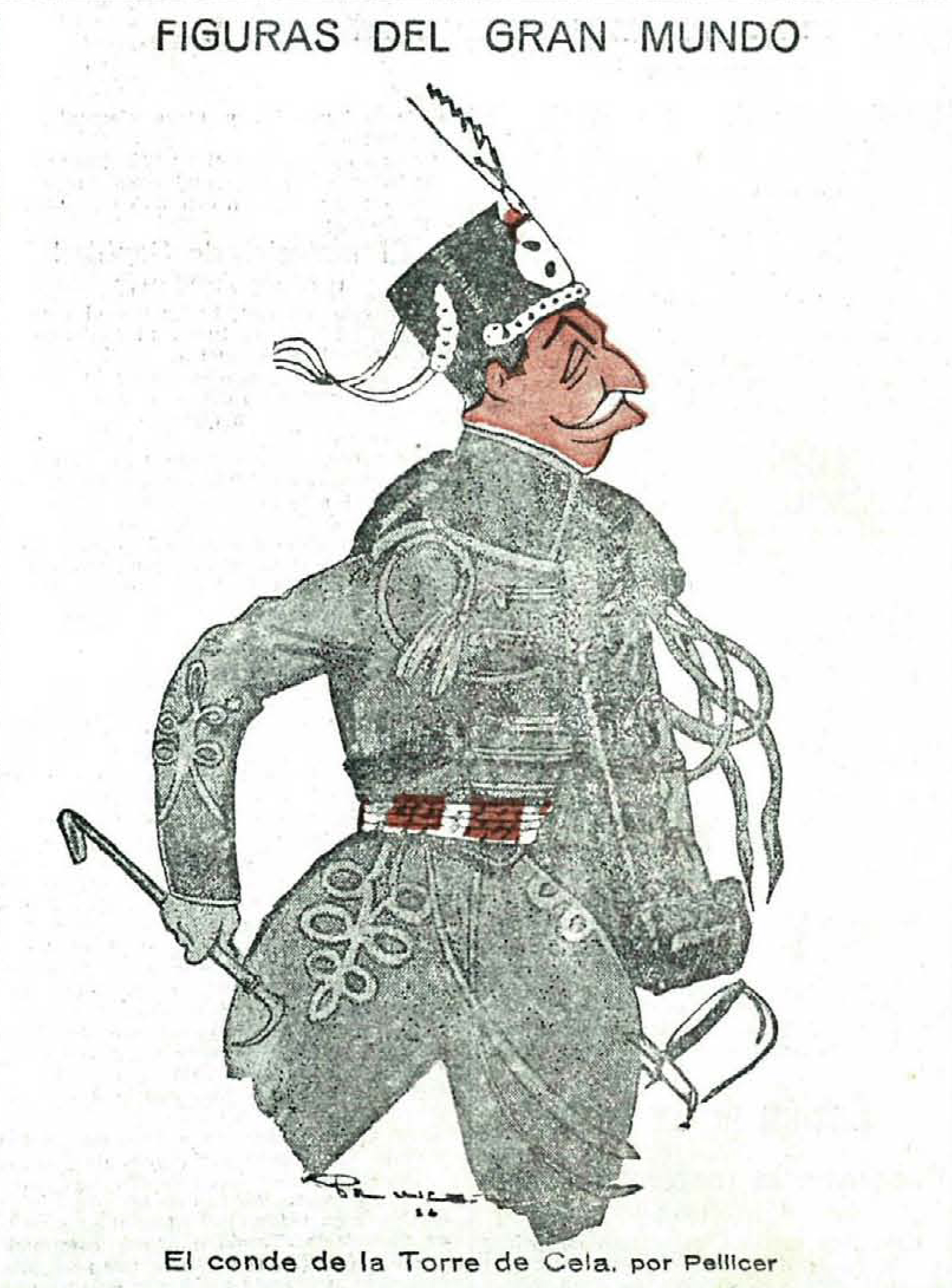
«Figuras del gran mundo. El conde de la Torre de Cela». De Pellicer (El Imparcial, 1924)

Miembro de la junta directiva del Centro de Acción Nobiliaria, ya proclamada la Segunda República ofreció el 1 de junio de 1931 su vivienda para la reunión de un grupo de conspiradores antirrepublicanos entre los que se encontraban el general José Cavalcanti, el coronel José Enrique Varela, Eugenio Vegas Latapié o el doctor Albiñana. En 1932 llegó a estar en prisión en la Cárcel Modelo de Madrid como presunto implicado en la intentona golpista de la Sanjurjada del mes de agosto, siendo puesto en libertad el 25 de septiembre.
Poco después del estallido de la guerra civil, fue detenido en su casa por milicianos de la FAI junto con su único hijo de 19 años, Jaime de Quiroga y Esteban-Collantes y fusilados poco después. El asesinato tuvo lugar en Madrid, bien en la plaza de España o en San Antonio de la Florida en la mañana del 11 de agosto, tras haber sido conducido el día anterior a la checa de Bellas Artes.
Fue caballero de la Orden de Santiago.

## Obras
- —— (1902) Notas de un viaje por la Italia del norte: Niza, Mónaco, Monte-Carlo, Génova, Milán, Pavía, el Lago Mayor y Venecia.[18]
- —— (s.a.) Aventuras de un francés, un alemán y un inglés en el siglo XXIX.[18]
- —— (1922) Las alas del cisne. Con cubierta ilustrada por Máximo Ramos.